# Miles Teller
Miles Alexander Teller (født 20. februar 1987)  er en amerikansk skuespiller som er kendt for sine roller som jazztrommeslageren Andrew Neiman i Whiplash og pilot Lt. Bradley "Rooster" Bradshaw i Top Gun: Maverick. 
Teller fik sin spillefilmdebut i 2010. Hans rolle i den Oscar-vindende dramafilm Whiplash blev hans gennembrud og gav ham stor anerkendelse.

## Tidligt liv
Teller blev født i Downingtown, Pennsylvania, af forældrene Merry, en ejendomsmægler, og Michael, en atomkraftværksingeniør.    Han har to ældre søstre, Erin og Dana.   Hans farfar var af russisk jødisk afstamning,  og hans herkomst omfatter også engelske og irske forfædre.  

## Karriere
I 2022 medvirkede han i Top Gun: Maverick . Han var tøvende i starten med at acceptere rollen, da han godt viste om den opmærksomhed, han ville få ved at spille hovedrollen i en storfilm sammen med Tom Cruise . Han blev overbevist om at acceptere det af Cruise selv, som fortale ham, at han var perfekt til rollen. 

## Personlige liv
Siden 2013 har han været i et forhold med modellen Keleigh Sperry.  De blev forlovet i Sydafrika, den 20. august 2017,  og blev gift den 1. september 2019 i Maui, Hawaii .  

## Filmografi
| År   | Titel                           | Rolle                             | Noter  |
| ---- | ------------------------------- | --------------------------------- | ------ |
| 2010 | Rabbit Hole                     | Jason                             |        |
| 2011 | Footloose                       | Willard Hewitt                    |        |
| 2012 | Project X                       | Miles (College Jock)              |        |
| 2013 | The Spectacular Now             | Sutter Keely                      |        |
| 2013 | 21 &amp; Over                   | Miller                            |        |
| 2014 | Whiplash                        | Andrew Neiman                     |        |
| 2014 | That Awkward Moment             | Daniel                            |        |
| 2014 | Divergent                       | Peter Hayes                       |        |
| 2014 | Two Night Stand                 | Alec                              |        |
| 2015 | The Divergent Series: Insurgent | Peter Hayes                       |        |
| 2015 | Fantastic Four                  | Reed Richards / Mister Fantastisk |        |
| 2016 | The Divergent Series: Allegiant | Peter Hayes                       |        |
| 2016 | Get a Job                       | Will Davis                        | [ 16 ] |
| 2016 | War Dogs                        | David Packouz                     | [ 17 ] |
| 2016 | Bleed for This                  | Vinny Pazienza                    | [ 18 ] |
| 2017 | Only the Brave                  | Brendan "Donut" McDonough         | [ 19 ] |
| 2017 | Thank You for Your Service      | Adam Schumann                     | [ 19 ] |
| 2022 | Top Gun: Maverick               | Bradley "Rooster" Bradshaw        | [ 20 ] |
| 2022 | Spiderhead                      | Jeff                              | [ 21 ] |

### Television
| År   | Titel                | Rolle           | Noter                                   |
| ---- | -------------------- | --------------- | --------------------------------------- |
| 2009 | The Unusuals         | James Boorland  | 1 afsnit                                |
| 2019 | Too Old to Die Young | Martin Jones    | Miniserie; 10 afsnit                    |
| 2022 | The Offer            | Albert S. Ruddy | Miniserie; 10 afsnit                    |
| 2022 | Saturday Night Live  | Sig selv (vært) | Afsnit: "Miles Teller/ Kendrick Lamar " |